# A Implorante (Camille Claudel)
A Implorante, ou A Suplicante, é uma escultura autobiográfica de Camille Claudel, executada em diversas versões de 1894 a 1905, em terracota e gesso, depois em bronze.
Representa uma jovem nua, ajoelhada e esticando os braços, para a frente em súplica. Diferentes exemplos são exibidos, em particular no Metropolitan Museum of Art, no Museu Camille Claudel e no Museu Rodin.
Camille Claudel se representa desta forma após seu rompimento com Rodin. Nos primeiros ensaios em terracota e gesso, de 1892 a 1894, representa-se isolada, mendigando no vazio, sob o título Le Dieu envolé..
A artista, então, alonga sua escultura, inclinando-se mais para frente. Ela mandou fazer uma primeira versão em bronze em 1894, que chamou de L'Implorante ou La Suppliante.
Ao mesmo tempo, pretende incorporá-la a um grupo com um homem que a abandona e se afasta, atraído pela velhice. O conjunto foi feito em bronze em 1898, sob o título A Idade Madura, da qual A Implorante é a figura principal.

## História e Descrição

### Contexto
Em 1892, a escultora Camille Claudel abandonou seu mestre e amante Auguste Rodin, porque este não queria se casar com ela nem assumir a responsabilidade pelo filho que ela carregava, preferindo o conforto de sua antiga amante.
Ela mudou-se para sua própria oficina, terminou seu trabalho em andamento e depois esculpiu Clotho representando Rodin enredado em laços. Esta obra surge como uma vingança manifesta..

### Le Dieu envolédepois A Suplicante
Pouco depois, Camille Claudel produziu estudos em terracota e gesso, a partir de 1892, onde se retratou, nua, isolada, suplicando no vazio; ela então chama seu trabalho de Le Dieu envolé.
Ela apresentou esta versão no salão de 1894, e chamou-a de L'Implorante ou La Suppliante. Novamente sob o nome de Le Dieu envolé, executou novo estudo em 1895, em gesso policromado, nua, ajoelhada, mãos levantadas.
Segundo Silke Schauder, outra versão preliminar da obra representa simplesmente o torso de Camille, com as mãos no coração, em sinal de pedido. Ainda segundo Schauder, “essa implorante parece prisioneira apenas de sua subjetividade”, e ela “vê apenas a si mesma e sua dor”, nem mesmo representando o objeto de seu amor.
Valérie Bocci-Crechiou observa que, tanto na versão de Le Dieu envolé como na versão de A Implorante, Camille Claudel representa-se com o ventre de uma jovem que provavelmente já deu à luz.

### No grupoA Idade Madura
Ao mesmo tempo, porém, ela imagina incorporar A Implorante a um grupo com um homem (Rodin) que a abandona e se distancia dela. Os primeiros estudos foram de 1892 e 1893. Ela o descreveu em 1893 para seu irmão Paul Claudel, com esboços de apoio. A artista estende sua escultura, inclinando-se mais para frente, em direção aos outros dois personagens do grupo. Ela pediu em vão financiamento para fazer tudo em bronze; esta só foi feita em bronze a partir de 1898, sob o título A Idade Madura. A Implorante é a “figura maior” deste grupo.

### Realizações em bronze

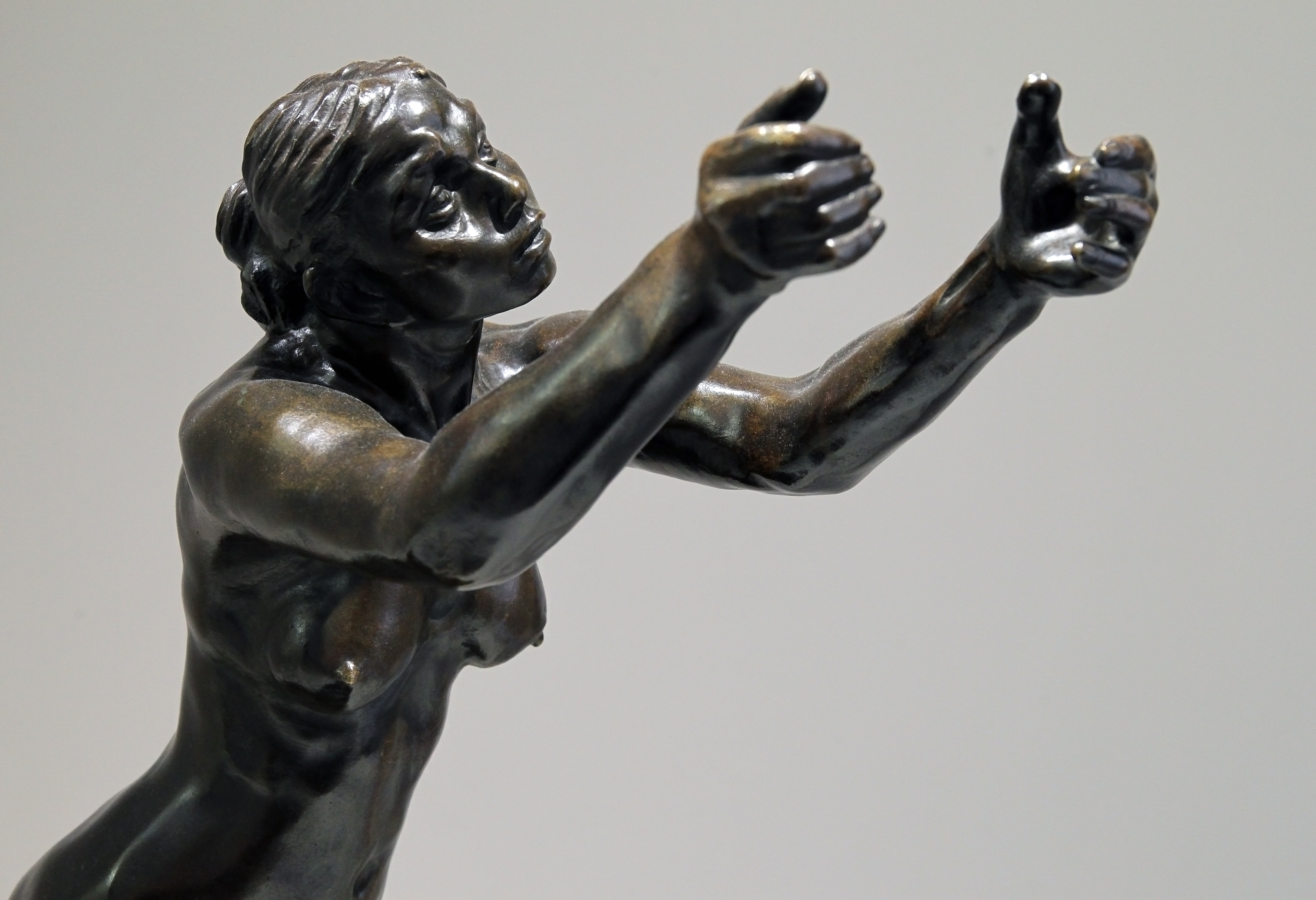
A Implorante, 1899, Museu Camille Claudel, detalhe da metade superior..
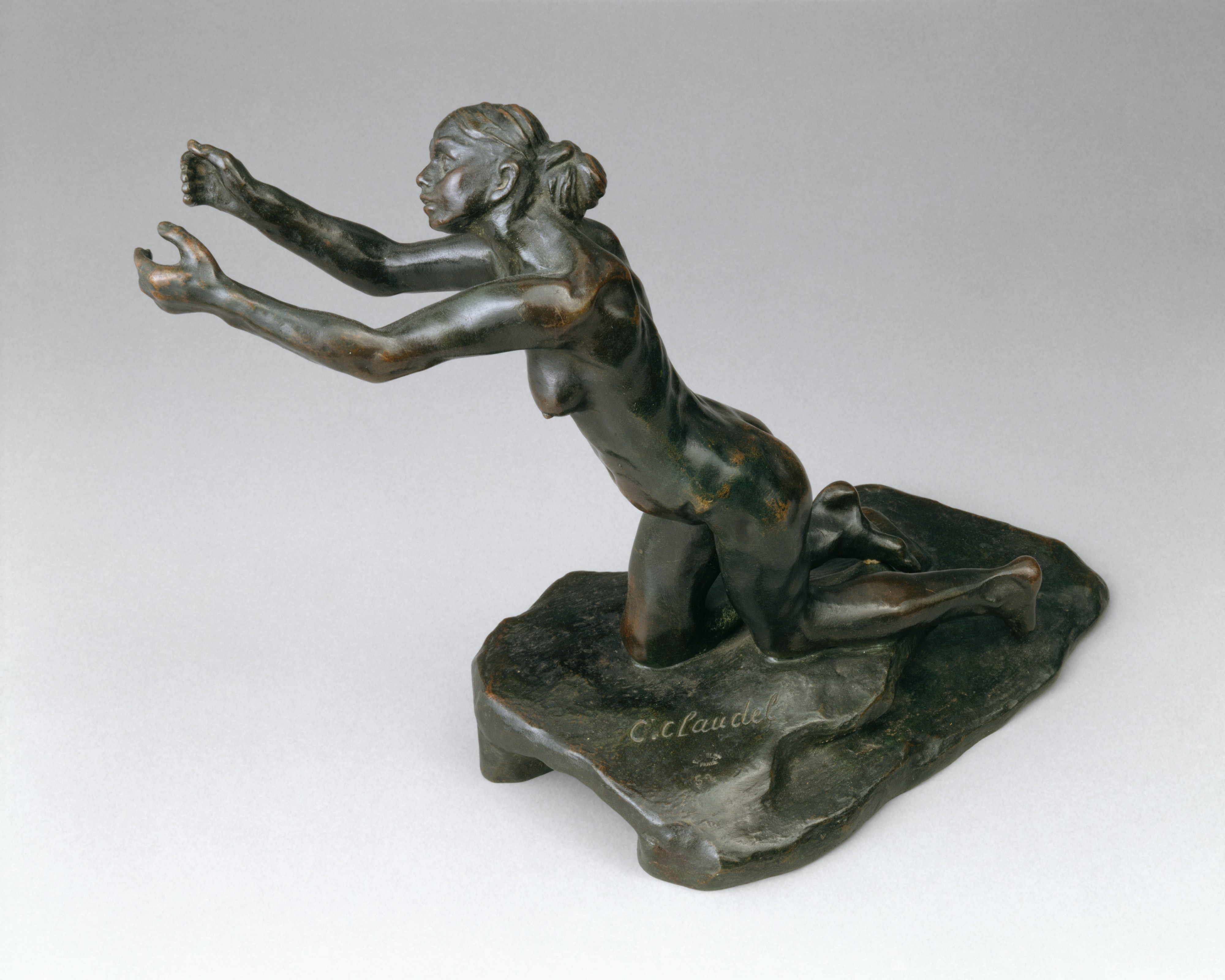
A Implorante, 1898, The Met, vista superior.
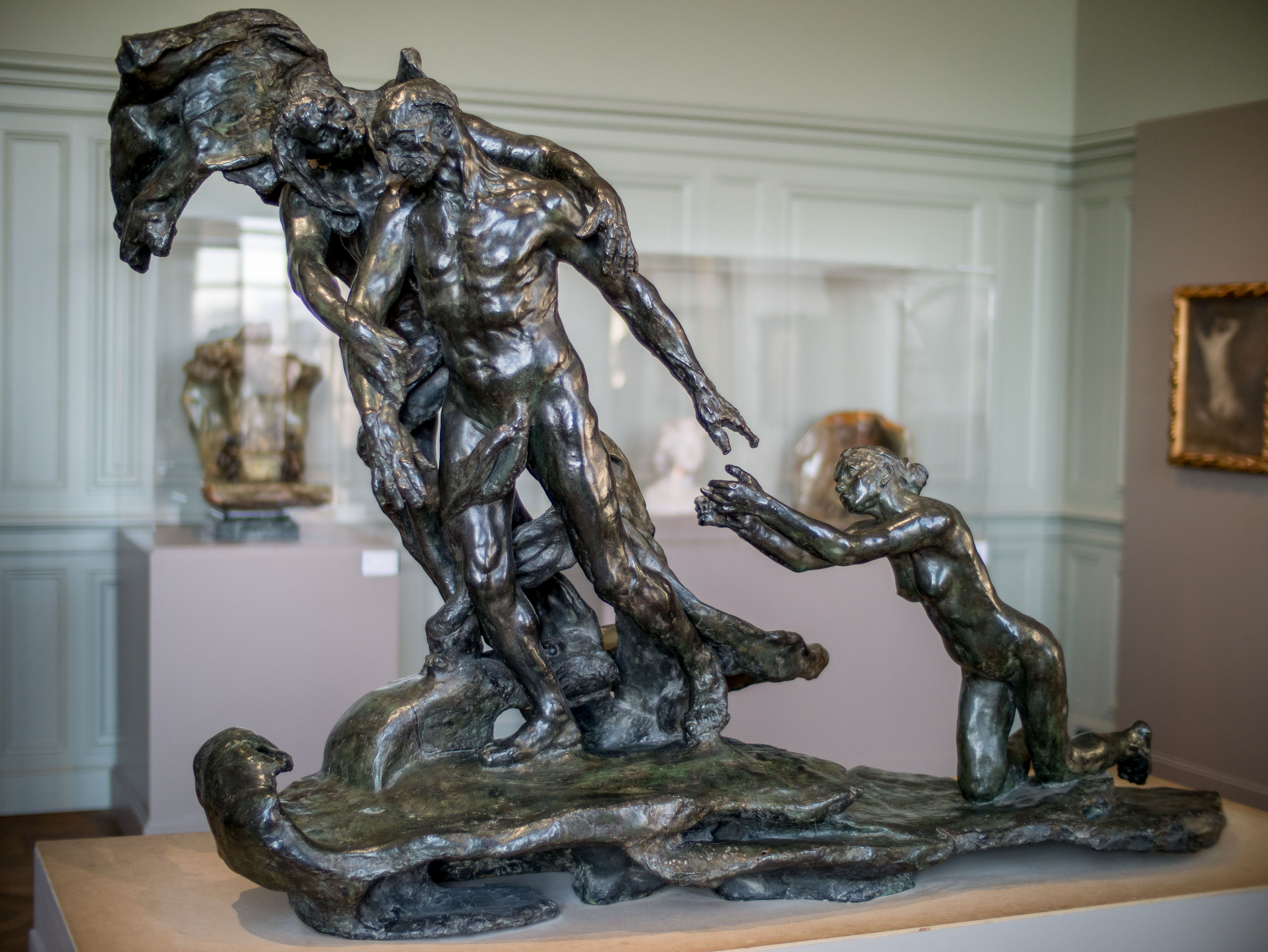
A Idade Madura, 1899, Museu Rodin, incluindo A Implorante à direita.
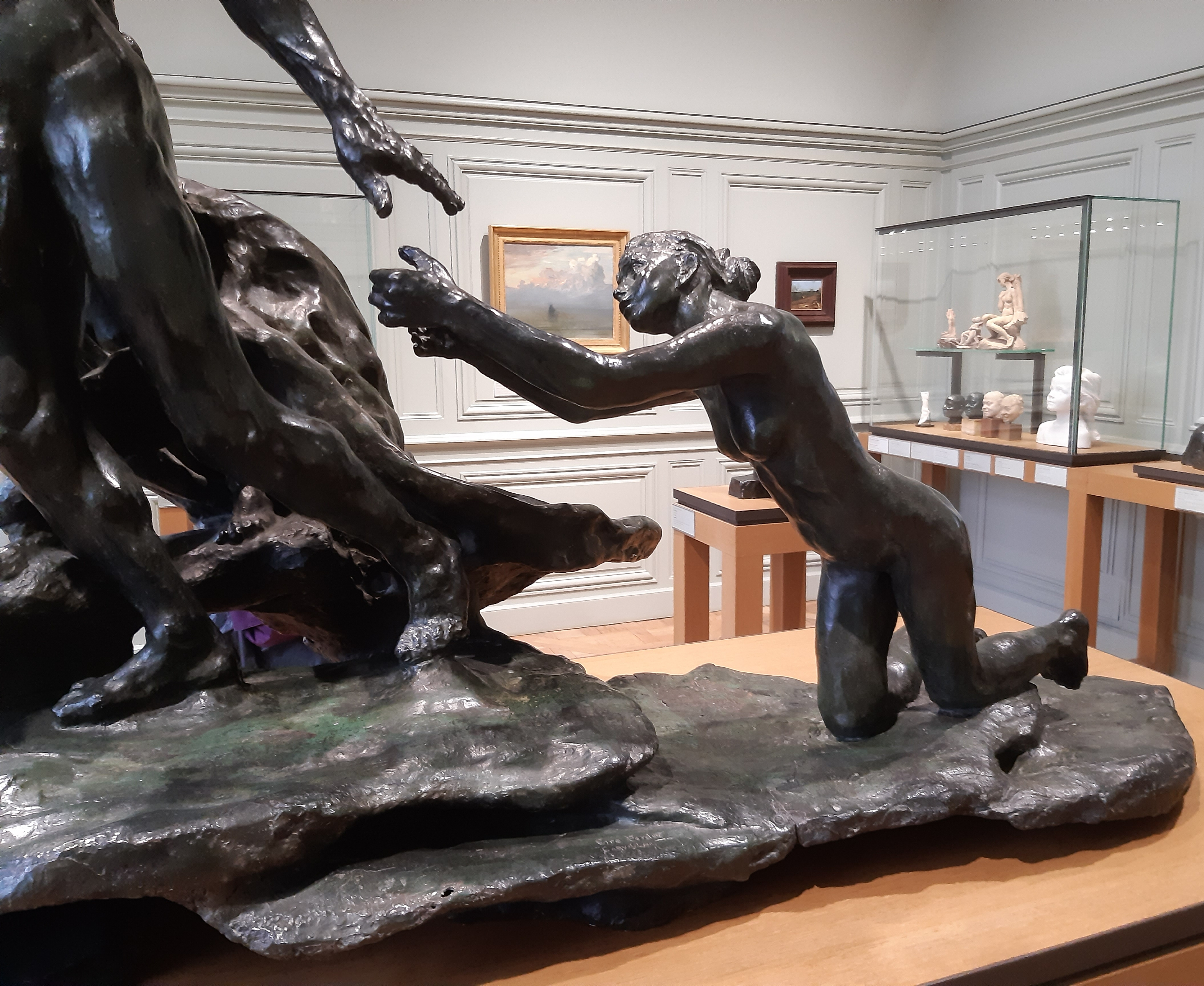
A Idade Madura, close-up em A Implorante.